# Kaiz Mohammed Shafras
Kaiz Mohammed Shafras (* 23. Juni 1989) ist ein sri-lankischer Fußballspieler.

## Verein
Der Stürmer, der bereits 2002 zu einem sri-lankischen U13-Auswahlpool gehörte und zu dieser Zeit das Zahira College in Colombo besuchte, spielt im Verein für den Renown SC.

## Nationalmannschaft
Er spielt in der sri-lankischen Fußballnationalmannschaft und gehörte bei den Südasienspielen 2010 zum Mannschaftsaufgebot seines Heimatlandes. Auch beim AFC Challenge Cup 2010 war er Teil der Auswahl Sri Lankas, bekam die Rückennummer 23 zugeteilt und zählte im Verlauf des Turniers auch zu den Torschützen. Zudem wurde er von Nationaltrainer Jang Jung im Oktober 2010 zu einer dreiwöchigen Südkorea-Reise der Nationalmannschaft eingeladen, bei der diese in Vorbereitung auf die im Februar 2011 anstehenden vorolympischen Ausscheidungswettkämpfe sieben Testspiele absolvieren werden. Im Zeitraum von 2008 bis 2011 sind für Kaiz Mohammed Shafras zehn Länderspieleinsätze verzeichnet. Dabei erzielte er zwei Treffer.